# Thaba Bosiu
Koordinaten: 29° 21′ S, 27° 40′ O

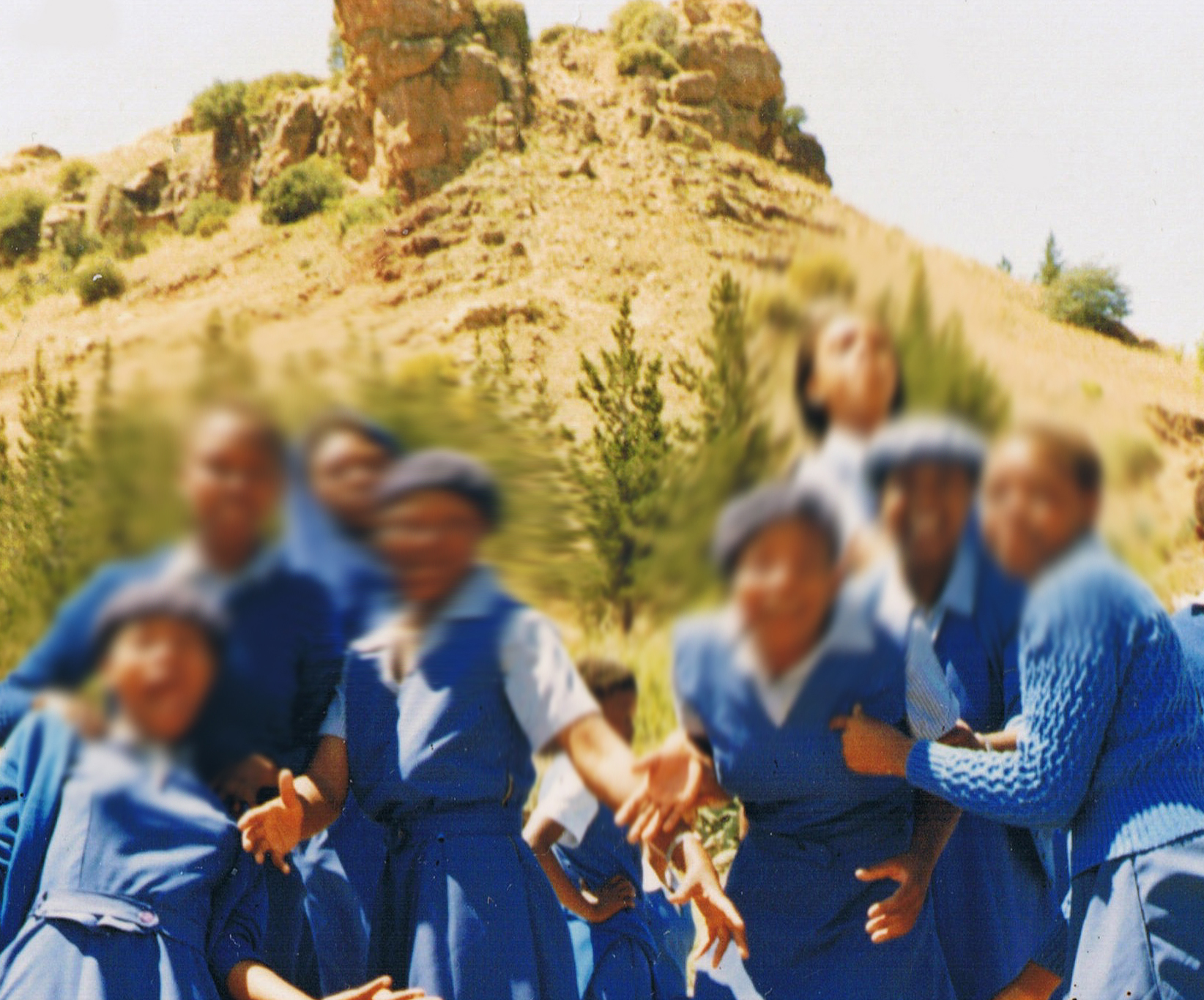
Thaba Bosiu, Rafutho’s Pass mit Schülerinnen

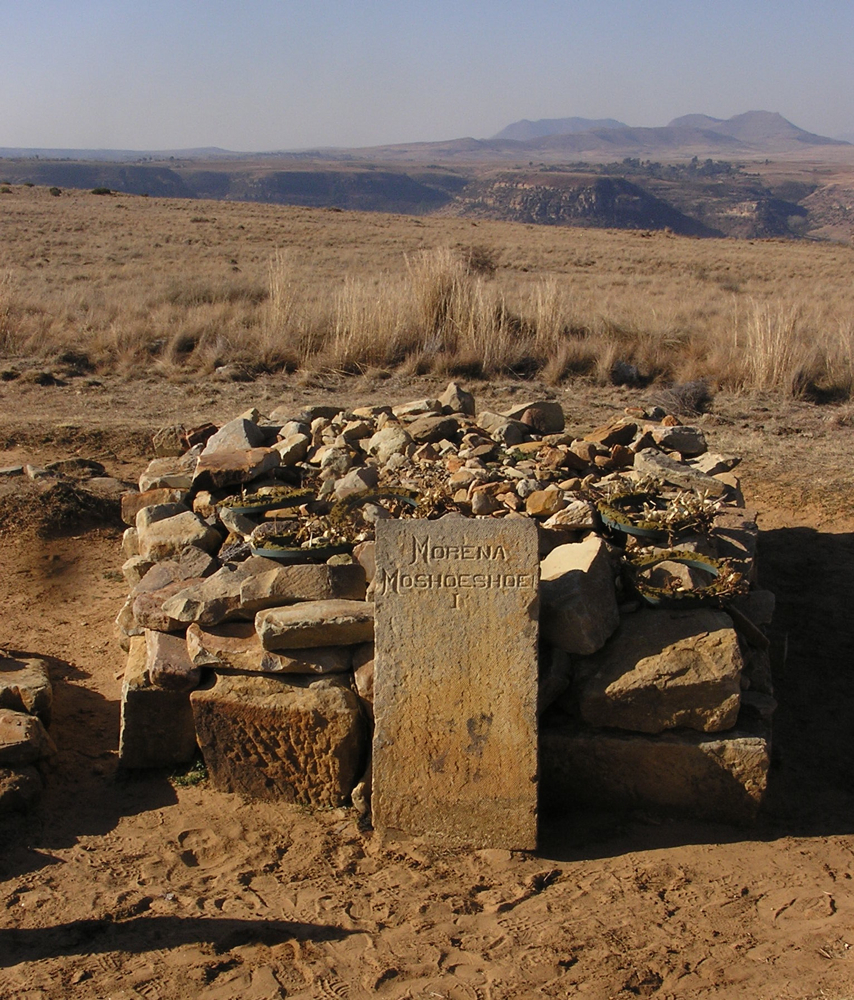
Grab Moshoeshoes I. auf dem Plateau

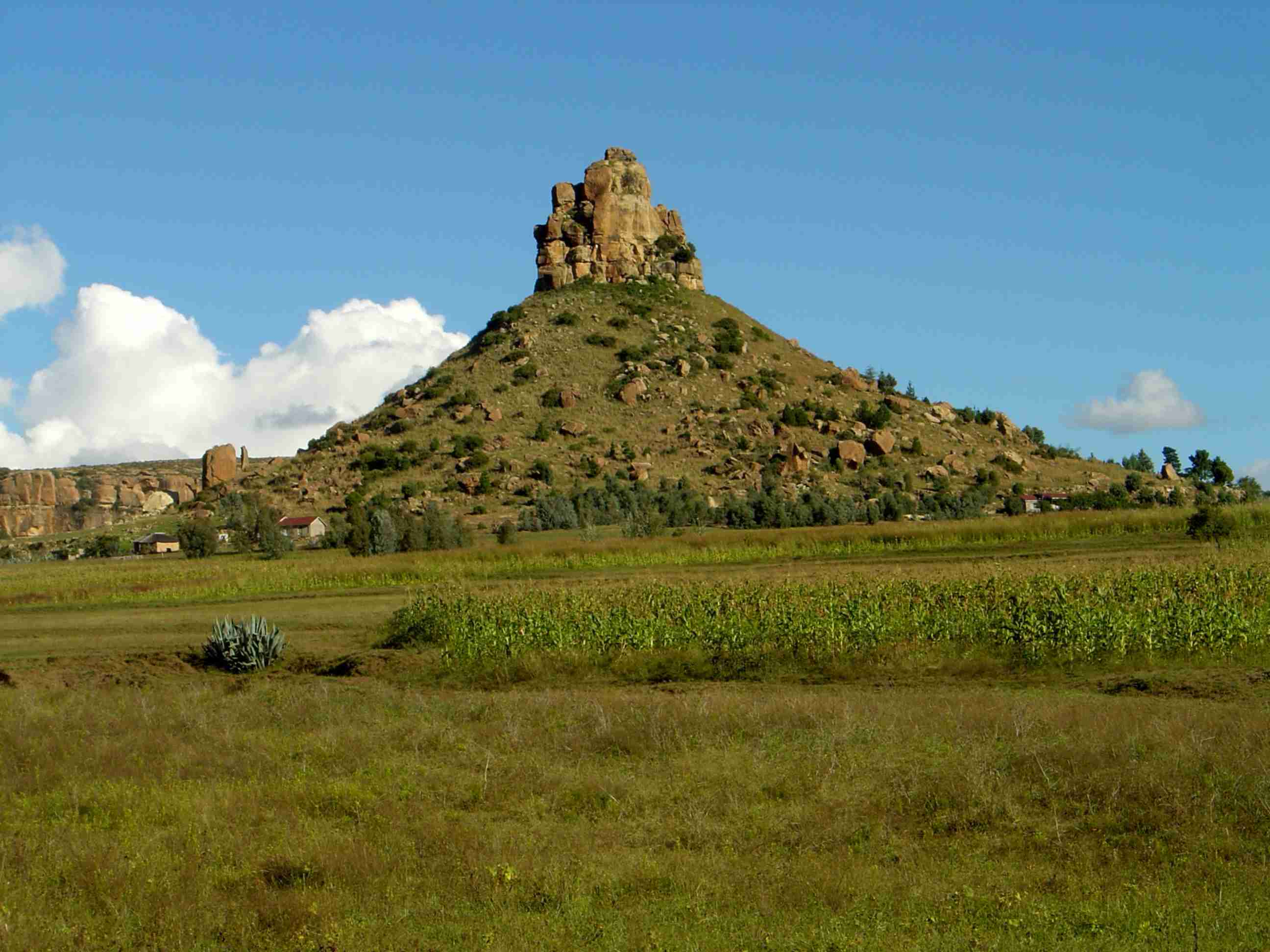
Qiloane

Thaba Bosiu [ˈtʰɑbɑ boˈsiu] (Sesotho; deutsch: „Berg bei Nacht“) ist ein Ort im Distrikt Maseru in Lesotho. Das benachbarte gleichnamige Plateau spielt eine wichtige Rolle in der Geschichte Lesothos.

## Geographie
Der Ort liegt etwa 20 Kilometer östlich von Maseru im Tal des Flusses Phuthiatsana auf etwa 1680 Metern über dem Meeresspiegel. Die Häuser liegen verstreut westlich, nördlich und östlich des namengebenden Sandstein-Tafelbergs, der den Ort um etwa 120 Meter überragt. Zum Plateau führen nur Fußwege. Das Plateau misst rund drei Kilometer in Nord-Süd-Richtung und zwei Kilometer von West nach Ost. Auf dem Plateau, das seit langem unbewohnt ist, gibt es mehrere Quellen. Im Süden des Plateaus gibt es Sanddünen, die von der starken Erosion aus den Zeiten der Belagerung herrühren. Unweit des Berges steht in östlicher Richtung der steile Sandsteinfelsen Qiloane, dessen Form die Spitze des in Lesotho häufig getragenen Strohhutes mokorotlo nachempfunden ist.

## Geschichte
Der Gründervater der Nation der Basotho, Moshoeshoe I., hatte ab 1820 sein Hauptquartier in Butha-Buthe im Norden des heutigen Lesotho. Um sein Volk gegen die Gefahren der Lifaqane besser verteidigen zu können, verlegte er seinen Sitz 1824 nach Thaba Bosiu. Das Plateau konnte nur auf steilen Pfaden erreicht werden. Oben gab es ausreichend Trinkwasser für viele Menschen und Platz zur Viehhaltung. Der Name des Plateaus sollte suggerieren, dass der Berg bei Nacht wüchse und damit kaum einzunehmen sei. Um sich abzusichern, lud Moshoeshoe französische Missionare der reformierten Société des missions évangéliques de Paris ein, die unter Führung von Eugène Casalis 1837 im heutigen Ort zu Füßen des Berges die zweite christliche Mission des Landes gründeten. Das Plateau konnte weder von feindlichen Bantuvölkern noch den Buren eingenommen werden, so dass die Basotho-Nation nie von feindlichen Mächten unterworfen werden konnte. 1865 wurde der burische Kommandeur Louw Wepener bei dem Versuch, den Rafutho’s Pass auf dem Weg zum Plateau zu erklimmen, von den Basotho getötet. 1867 war es die einzige Festung der Basotho, die nicht von den Buren erstürmt wurde. Moshoeshoe I. unterzeichnete 1866 während des Seqiti-Krieges auf dem Plateau einen Vertrag, der die Grenzen seines Landes weit zurücknahm; offenbar wollte er damit Zeit gewinnen. 1870 starb Moshoeshoe I. und wurde auf dem Plateau beigesetzt. Nach 1870 verlegte der neue morena e moholo Letsie I. Moshoeshoe den Regierungssitz nach Matsieng, während Moshoeshoes drittgeborener Sohn Masopha in Thaba Bosiu lebte. Masopha betrieb von dort aus Widerstand gegen Letsie I. und dessen Nachfolger Lerotholi, bis er 1898 von seinem Neffen Lerotholi besiegt wurde. Im selben Jahr wurden die Befestigungsanlagen geschleift.
Von 1898 bis 1917 blieb das Plateau ungenutzt, bis man mit Erhaltungsmaßnahmen der Stätte begann.
In den 1950er und 1960er Jahren wurde Thaba Bosiu oft für Kundgebungen genutzt, besonders von Oppositionsparteien. Für den 27. Dezember 1966 rief König Moshoeshoe II. zu einem „Gebetstreffen“ auf, das aber von der herrschenden Basutoland National Party (BNP) verboten wurde. Während Moshoeshoe nicht zum Treffen erschien, sammelten sich Tausende Anhänger. Die herbeigerufenen Soldaten konnten die Menge nicht zerstreuen und feuerten auf sie. Dabei starben zehn Menschen. Das Ereignis wurde als Thaba Bosiu Affair („Thaba-Bosiu-Affäre“) bekannt. Der König musste daraufhin auf Druck der BNP-Regierung ein Papier unterschreiben, das ihm das Abhalten öffentlicher Versammlungen verbot. Auch durfte er nur noch Reden halten, die die Regierung für ihn geschrieben hatte.
Neben Moshoeshoe I. wurden zahlreiche weitere führende barena der Basotho auf dem Plateau bestattet, zuletzt 1996 Moshoeshoe II. Zu seiner Beerdigung kamen Zehntausende Menschen in den Ort.
Die Kirche wurde 1865 im Zuge der Belagerung im Seqiti-Krieg zerstört und später wieder aufgebaut. Der Neubau wurde 1956 in einem Tornado ebenfalls zerstört und durch einen weiteren Neubau ersetzt, bei dem das Dach auf beiden Seiten des Kirchenraumes fast bis zum Boden reicht.
Thaba Bosiu wurde 1967 zum Nationaldenkmal erklärt. In der Nähe der Grabstellen, die oft nur als Steinhaufen erkennbar sind, stehen Mauern der Häuser, die von Moshoeshoe I. und seiner Familie bewohnt wurden. 2008 beantragte die Regierung Lesothos die Aufnahme des Plateaus in das UNESCO-Weltkulturerbe.
Im September 2016 weihte König Letsie III. offiziell das Thaba Bosiu Cultural Village im Westen des Ortes ein, in dem das traditionelle Leben der Basotho dargestellt werden soll.

## Wirtschaft und Verkehr
Thaba Bosiu wird häufig von Touristen besucht. Im Ortsteil Ha Rafutho befindet sich als Teil des Cultural Village ein Tourismuszentrum, das als Ausgangspunkt von Führungen auf den Berg dient. Der dabei benutzte Weg führt über einen Dyke, den Rafutho’s Pass bzw. Khubelu Pass. Um Thaba Bosiu, jedoch nicht auf dem Plateau, wird Landwirtschaft betrieben.
Thaba Bosiu ist über eine asphaltierte Straße erreichbar. Von Maseru verkehren Busse und Sammeltaxis.

## Bildung
In Thaba Bosiu gibt es die Primarschule Thaba Bosiu Primary School, die von rund 350 Schülern besucht wird.